# AEG G.II
Désigné GZ 2 par AEG, ce bombardier biplan bimoteur triplace fut obtenu par remotorisation du AEG G.I avec des moteurs Benz Bz III (en). Construit à partir de juillet 1915 à 24 exemplaires sous la désignation militaire AEG G.II, cet appareil offrait des performances satisfaisantes pour l’époque, mais fut rarement utilisé en opération.

## voir aussi

### Développement lié
- PZL.42
- PZL.43 Karaś
- PZL.46 Sum

### Aéronefs comparables
- Neman R-10 (en)
- Heinkel He 70
- Fairey Battle
- A-35 Vengeance
- Mitsubishi Ki-30
- DAR-10

## Autres lectures
- Kroschel, Günter; Stützer, Helmut: Die deutschen Militärflugzeuge 1910-18, Wilhelmshaven 1977
- Munson, Kenneth: Bomber 1914–19, Zürich 1968, Nr. 20
- Nowarra, Heinz: Die Entwicklung der Flugzeuge 1914-18, München 1959
- Sharpe, Michael: Doppeldecker, Dreifachdecker & Wasserflugzeuge, Gondrom, Bindlach 2001,  (ISBN 978-3-8112-1872-7)